# گل ناز زنگوله‌ای
بریوفیلوم پیناتوم (نام علمی: Kalanchoe pinnata) نام یک گونه از سرده کالانکوئه است.